# 圣玛丽拉帕努兹
圣玛丽拉帕努兹（法語：Sainte-Marie-Lapanouze，法語發音：[sɛ̃t maʁi lapanuz]）是法国科雷兹省的一个市镇，属于于塞勒区。

## 地理
圣玛丽拉帕努兹（45°25'53"N, 2°20'26"E）面积6.63 平方千米，位于法国新阿基坦大区科雷兹省，该省份为法国中南部省份，北起上维埃纳省和克勒兹省，西接多爾多涅省，南至洛特省，东临多姆山省和康塔爾省。
与圣玛丽拉帕努兹接壤的市镇（或旧市镇、城区）包括：圣皮埃尔、希拉克贝勒维、利日尼亚克、罗什勒佩鲁、圣埃蒂安拉热内斯特、圣维克图尔。

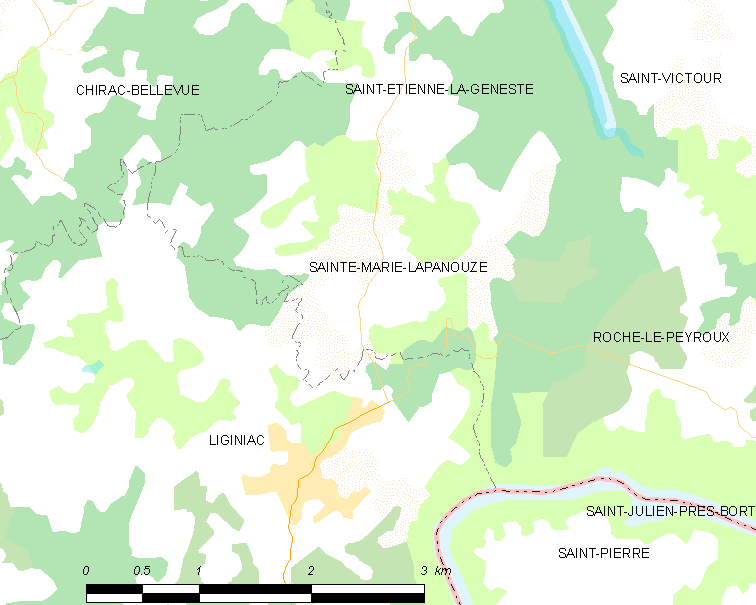
圣玛丽拉帕努兹的OSM定位图

圣玛丽拉帕努兹的时区为UTC+01:00、UTC+02:00（夏令时）。

## 行政
圣玛丽拉帕努兹的邮政编码为19160，INSEE市镇编码为19219。

## 政治
圣玛丽拉帕努兹所属的省级选区为上多尔多涅县。

## 人口

1962-2008年间圣玛丽拉帕努兹人口变化图示

圣玛丽拉帕努兹于2022年1月1日时的人口数量为60人。